# Гель

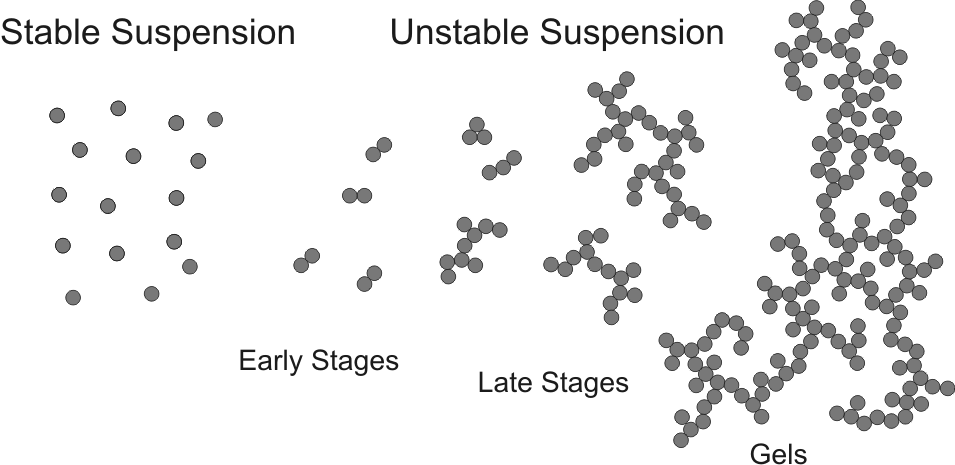
Схема агрегації частинок. Частинки розсіюються окремо в стабільній суспензії, в той час як вони агрегують в нестійкій суспензії. З ранніх до більш пізніх станів, агрегати ростуть в розмірах. Агрегація частинок, зокрема, може приводити до утворення гелей.

Гелі (рос.гели, англ. gels, нім. Gele n pl) — драглеподібні дисперсні системи, з просторовою структурою, в якій дисперсна фаза утворює ґраткову порувату просторову структуру, заповнену рідким дисперсійним середовищем.

## Загальний опис
Колоїдна структурована система з досить малою граничною
напругою зсуву, в якій дисперсна фаза утворює ґраткову
порувату просторову структуру, заповнену рідким дисперсійним середовищем. Виникнення в об’ємі рідини такої просторової сітки зумовлюється: в колоїдних системах зчепленням
частинок дисперсної фази; в розчинах полімерів — хімічним
зшиванням лінійних макромолекул, або їх взаємним
прониканням і переплетенням, що досягається тривимірною
полімеризацією або поліконденсацією. Пр., желатин, розчинений у воді. При нагріванні протеїнові ланцюги желатину
переплітаються і зшиваються, утворюючи просторову сітку,
яка заповнена рідиною.
Виникнення в об'ємі рідини такої просторової сітки зумовлюється: в колоїдних системах зчепленням частинок дисперсної фази, в розчинах полімерів — хімічним зшиванням лінійних макромолекул, тривимірною полімеризацією або поліконденсацією. Це надає гелям досить малої граничної напруги зсуву, механічних властивостей твердих тіл. Гелям властиві пластичність і пружність, а також тиксотропні властивості. Гелі утворюються при коагуляції золів.

### Різновиди
Гелі — колоїдні осади, що виходять при їх злипанні і затвердінні (коагуляції)
Залежно від типу розчинника (дисперсійного середовища) розрізняють:
- гідрогелі,
- алкогелі,
- бензогелі тощо.

Застосовують як флокулянти, адсорбенти, реагенти у технологіях інтенсифікації нафтовидобування заводненням тощо.

## Гідрогель
Гідрогель (рос. гидрогель; англ. hydrogel; нім. Hydrogel n) — гель, в якому дисперсійним середовищем є вода.

## Органогель
Гель, у якому дисперсійним середовищем є органічна рідина.